# マイ・マッド・ファット・ダイアリー
『マイ・マッド・ファット・ダイアリー』（原題： My Mad Fat Diary）は、イギリスのテレビドラマシリーズ。

## キャラクターとキャスト

### メイン
レイチェル・アール
演 - シャロン・ルーニー
リンダ・アール・バウチタット
演 - クレア・ラッシュブルック
博士・ケスター
演 - イアン・ハート
フィン・ネルソン
演 - ニコ・ミラレグロー
クロエ・ゲメル
演 - ジョディ・カマー
イジー
演 - シアラ・バクセンデイル
ダニー・トゥー・ハッツ
演 - ダレン・エヴァンス
ティックス（シーズン1）
演 - ソフィー・ライト
リアム・オーウェン（シーズン2）
演 - ターロック・コンヴェリー

### 準レギュラー
カリム・バウチタット
演 - バムシャッド・アーベディ・バウチタット
博士・ニック・カサール（シーズン1）
演 - シャーザッド・ラティフ
ビッグG（シーズン1）
演 - エリオット・オーティス・ブラウン・ウォルターズ
ビクター・アール（シーズン2）
演 - キース・アレン
ステイシー・ストリングフェロー（シーズン2）
演 - サシャ・パーキンソン
エイミー
演 - スージー・ポッター
ヴィッキー
演 - ジョディ・ハムブレット
ロイス
演 - カースティ・アームストロング